# Doppio inganno (film 1991)
Doppio inganno (Deceived) è un film del 1991 diretto da Damian Harris.

## Trama
Adrienne e Jack Saunders sono felicemente sposati e hanno una figlia di cinque anni, Mary. La loro vita sembra procedere per il meglio, fino a quando il curatore del museo di cui Jack è sovrintendente viene assassinato, e una collana, acquistata da Jack per la collezione di arte egizia del museo, si rivela essere un falso. Ma la vita di Adrienne è definitivamente sconvolta quando apprende dalla polizia che suo marito è appena deceduto in un incidente stradale.
Nei giorni successivi alla tragedia Adrienne, in seguito a un problema con la previdenza sociale, indaga negli archivi di un liceo e dopo aver visto una foto di Jack nell'annuario, attribuita a un certo Frank Sullivan, scopre che suo marito in realtà si era appropriato dell'identità di un'altra persona. Adrienne riesce a rintracciare una cugina del vero Jack Saunders, la quale rivela che Jack era l'unico amico di Frank, che poi scomparve dopo la morte del cugino. Il padre di Frank era un alcolizzato e la madre lavorava per la società autostrade. Adrienne rintraccia la madre di Frank in un appartamento fatiscente a Brooklyn, e la signora le rivela che il figlio è sempre stato un egoista e non si è mai occupato di lei.
Nelle notti successive un uomo misterioso pare aggirarsi nell'appartamento di Adrienne, Mary lo intravede e ne è spaventata. Un giorno la governante lo sorprende, viene aggredita e quasi uccisa, e l'appartamento viene messo a soqquadro. Dopo aver ricevuto un messaggio da parte della signora Sullivan, Adrienne si reca immediatamente da lei, ma al suo posto vi trova Frank Sullivan. Egli le spiega che era talmente legato a Jack che dopo la sua morte ne prese semplicemente il suo posto, ma recentemente un certo Daniel Sherman ha scoperto la falsa identità e lo ha ricattato, quindi ha dovuto simulare la propria morte per scappare, pur sapendo che così avrebbe dovuto rinunciare alla famiglia. Sherman ora vuole una collana egizia che è nel loro appartamento. Frank guarda dalla finestra Adrienne salire sul taxi per tornare a casa; dietro di lui, il cadavere della madre giace sul letto con la testa avvolta in un sacchetto di plastica.
Mentre cerca in casa la collana, Adrienne scopre una tessera con la foto di suo marito: il nome indicato è Daniel Sherman. Rintraccia un appartamento dove trova la signora Sherman al telefono con il marito, il quale si rivela essere Frank Sullivan, che quindi l'ha ingannata e conduce una vita parallela. Frank chiede di parlare al telefono con Adrienne e le rivela che ha rapito Mary, la quale aveva regalato la collana egizia a una sua amichetta. Adrienne riesce a recuperare la collana, si incontra in casa con Frank e in seguito a una lotta e un inseguimento nell'edificio riesce a far precipitare l'uomo nel vano di un montacarichi.

## Accoglienza

### Critica
Roger Ebert ha scritto: "Deceived comincia con una formula thriller antica, si eleva a passaggi di autentica suspense, e si conclude in modo assurdo, tanto che ci vuole un vero e proprio sforzo di memoria per ricordare che alcune parti del film erano davvero niente male".

### Incassi
Il film ha debuttato al terzo posto negli Stati Uniti e ha incassato 4.316.719 dollari nella prima settimana. A fronte di un budget di circa 30 milioni, l'incasso finale lordo è stato di 28.738.096 dollari.